# کویبیشف، استان نووسیبیرسک
شهر کویبیشف (به روسی: Куйбышев) در کشور روسیه و در استان نووسیبیرسک واقع شده‌است.